# Ctenitis blepharochlamys
Ctenitis blepharochlamys är en träjonväxtart som först beskrevs av Carl Frederik Albert Christensen, och fick sitt nu gällande namn av Tard. Ctenitis blepharochlamys ingår i släktet Ctenitis och familjen Dryopteridaceae. Inga underarter finns listade.